# مدرج الهبوط 34
مدرج الهبوط 34 (بالإنجليزية: Runway 34) هو فيلم إثارة هندي من إنتاج عام 2022 باللغة الهندية  من إخراج أجاي ديفجن وإنتاج شركة أجاي ديفجن فيلمز، ونجوم الفيلم أجاي ديفجن وأميتاب باتشان وراكول بريت سينغ مع بومان إيراني وأنجيرا دهار وأكانكشا سينغ لعب أدوار محورية.
أطلق الفيلم مدرج الهبوط 34 في 29 أبريل 2022.

## القصة
الفيلم مستوحى من أحداث حقيقية. تدور القصة حول حادث الطيران عام 2015 والتحقيق اللاحق الذي اشتمل على رحلة جيت للطيران (9W 555) من مطار حمد الدولي إلى مطار كوتشي. كانت الرحلة عبر الطائرة بوينغ 737 تمكنت من النجاة بصعوبة في 18 أغسطس 2015، بعد مواجهة صعوبات في الهبوط في مطار كوشين الدولي بسبب سوء الأحوال الجوية وضعف الرؤية في الساعة 5:45 صباحًا وكان لا بد من تحويلها إلى مطار تريفاندروم الدولي.

## الممثلين
- أجاي ديفجن بدور النقيب فيكرانت خانا [5]
- أميتاب باتشان بدور نارايان فيدانت [5]
- راكول بريت سينغ في دور الضابط الأول تانيا البوكيرك [6]
- بومان إيراني بدور نيشانت سوري، صاحب شركة مطار سكايلاين [7]
- أجاي شنكر بدور ليجيش جوزيف [8]
- أنجيرا دار بدور راديكا روي، محامي فيكرانت [9]
- آكانكشا سينغ في دور سميرة خانا، زوجة فيكرانت [9]
- كاري ميناتي في دور آجي ناجار (دور الكاميو) [9]
- فلورا جاكوب بدور ألما أستانة، السيدة العجوز التي تموت [5]
- رخسانا بدور دليلة أستانة
- عامل كيان خان بدور الضابط
- المأمون الصيام كمنور
- هريشيكيش باندي بدور يوسف رانجونوالا، رئيس اتحاد الطيارين

## الإنتاج

### التطوير
كان الفيلم في الأصل بعنوان "تحقيقات الكوارث الجوية". في نوفمبر 2021، تم تغيير اسم الفيلم القادم إلى مدرج الهبوط 34.

### التصوير
تم الإعلان الرسمي عن الفيلم في 7 نوفمبر 2020  وبدأ التصوير الرئيسي في 11 ديسمبر 2020 في حيدر أباد. تم تصويره في حيدر أباد ومومباي. توقف التصوير لبعض الوقت بسبب الإغلاق وقيود جائحة كورونا في عام 2021. في أغسطس 2021، سافر أجاي ديفجن إالى روسيا لاستطلاع المواقع ووضع اللمسات الأخيرة عليها لتصوير المشاهد.

## الاستقبال

### شباك التذاكر
ربح الفيلم 300 مليون روبية في شباك التذاكر المحلي في يوم افتتاحه. في اليوم الثاني، جمع الفيلم 45 مليون روبية. في اليوم الثالث، جمع الفيلم 55 مليون روبية، ليصل إجمالي مجموع الارباح في عطلة نهاية الأسبوع المحلية إلى 130 مليون روبية.
وبلغ مجموع أرباح الفيلم في 19 مايو 2022 حوالي 392,4 مليون روبية وبلغ ارباحه في شباك التذاكر العالمية 84,1 مليون روبية.

### النقد
حصل الفيلم على آراء متباينة إلى إيجابية من النقاد.
أعطت راتشانا دوبي من صحيفة تايمز أوف إنديا الفيلم تصنيف 4/5 وكتبت «يجب أن يكون الفيلم من ذوي الخبرة للطريقة التي يصور بها واحدة من أكثر حوادث الطيران رعبا وشبه كارثية في الآونة الأخيرة مع إشراك الشخصيات والتشويق والإثارة. دراما». شويتا كشري من صحيفة الهند اليوم أعطى الفيلم تصنيف 3.5 من 5 وكتب «مع فيلم مدرج الهبوط 34، أثبت أجاي ديفجن أخيرًا نفسه كمخرج، بعد محاولتين سابقتين بائت بالفشل».

## أصدار الفيلم
صدر الفيلم في صالات السينما في 29 أبريل 2022 . تم إصدار الفيلم لاحقًا على منصة
أمازون برايم فيديو في 27 مايو 2022.

## روابط خارجية
- مدرج الهبوط 34 على موقع IMDb (الإنجليزية)
- مدرج الهبوط 34 على موقع روتن توميتوز (الإنجليزية)
- مدرج الهبوط 34 على موقع أول موفي (الإنجليزية)
- مدرج الهبوط 34 على موقع فيلمافينيتي (الإسبانية)
- مدرج الهبوط 34 على موقع قاعدة بيانات الفيلم (الإنجليزية)
- مدرج الهبوط 34 على موقع ليتربوكسد (الإنجليزية)
- مدرج الهبوط 34 على موقع كينوبويسك (الروسية)
- مدرج الهبوط 34 في بوليوود هانجاما